# نورثروپ (مینیاپولیس)
نورثروپ (به انگلیسی: Northrop) یک منطقهٔ مسکونی در ایالات متحده آمریکا است که در مینیاپولیس واقع شده‌است. نورثروپ ۴٬۳۶۹ نفر جمعیت دارد.